# Cobeta
Cobeta es un municipio y localidad española de la provincia de Guadalajara, en la comunidad autónoma de Castilla-La Mancha. El término municipal tiene una población de 103 habitantes (INE 2024).

## Geografía
En los alrededores de Cobeta se encuentran otras localidades como Villar de Cobeta, Torremocha del Pinar, Cuevas Labradas, Olmeda de Cobeta y Ablanque.
Por el municipio discurre el río Arandilla. En el siglo XIX se mencionaban los «buenos y abundantes bosques de pinos y sabinas» existentes en el término.

## Historia

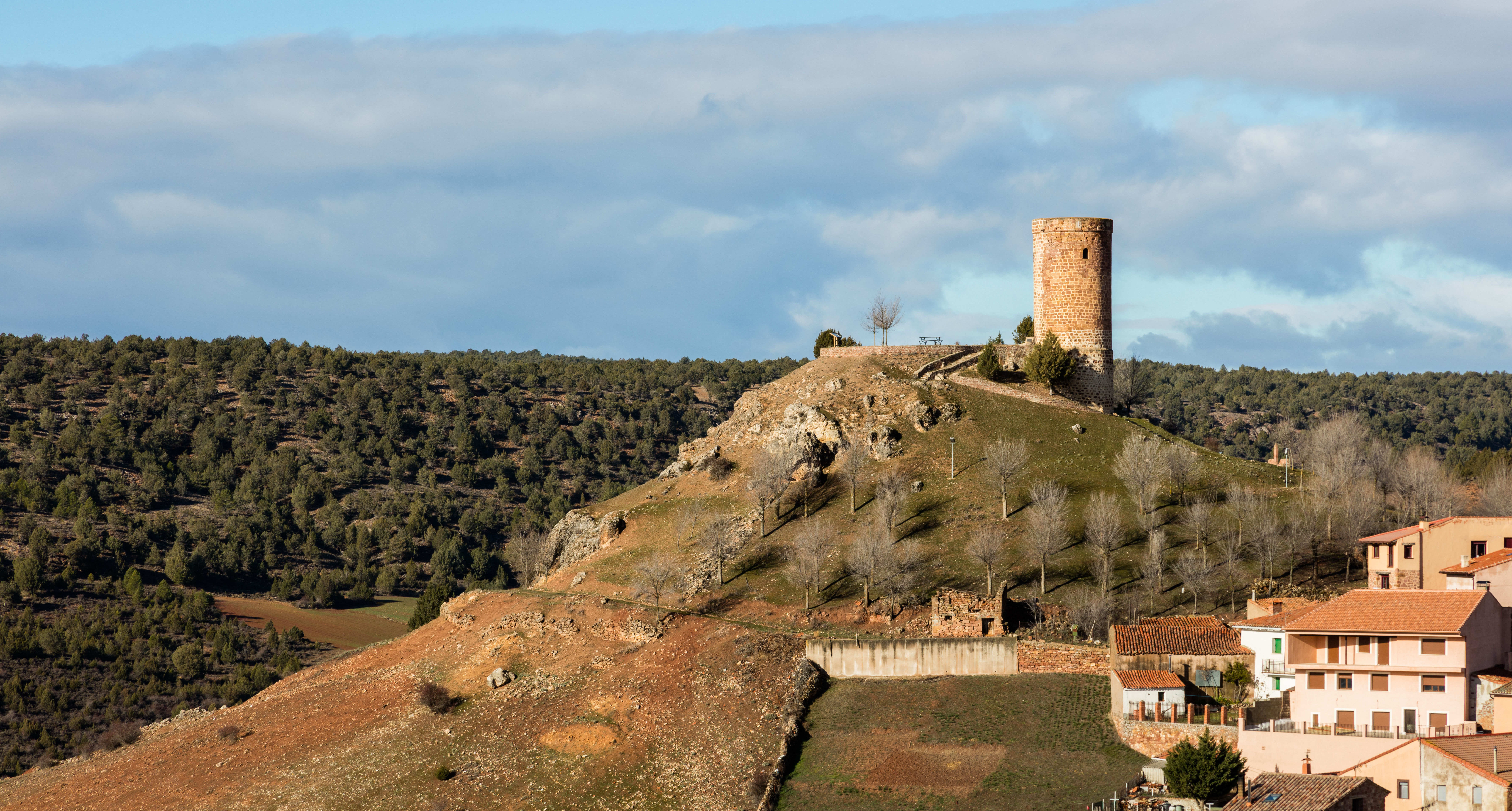
Vista del castillo de Cobeta

El pueblo de Cobeta perteneció al señorío del marqués de Baides conde de Salvatierra. En 1293 la infanta Blanca lo dio a las religiosas cistercienses del monasterio de Buenafuente, donación que fue confirmada por la reina María hallándose en Astudillo en 1304. En el siglo XV, Íñigo López de Tovar suscitó varias controversias acerca del señorío de la localidad, en tales términos que las monjas la terminaron cambiando junto con las del Villar y la Olmeda por el pueblo de Ciruelos, según resulta de la escritura de concordia celebrada en 1500.
Durante la guerra de la Independencia y hasta el año de 1814, hubo en Cobeta una fábrica de fusiles en la que trabajaban armeros vizcaínos, cuyas armas tenían buena reputación en cuanto a calidad.  Hacia mediados del siglo XIX, al lugar se le atribuía una población de 294 habitantes. La localidad aparece descrita en el sexto volumen del Diccionario geográfico-estadístico-histórico de España y sus posesiones de Ultramar de Pascual Madoz de la siguiente manera:

COBETA: l. con ayunt. en la prov. de Guadalajara (17 leg.), part. jud. de Molina (4), aud. terr. de Madrid (27), c g. de Castilla la Nueva, dióc. de Sigüenza (9): sit. en la ladera de un cerro, en forma de un anfiteatro, tiene 70 casas la de ayunt., edificio de solida construccion de cal y canto, y ángulos de silleria, con balcones y rejas de hierro, en él se halla la escuela de instruccion primaria, cárcel, graneros de pósito y una completa habitacion que ocupa un facultativo; una igl. parr. (la Asunción de Ntra. Sra.) servida por un cura de entrada y de provision real y ordinaria; fuera de la pobl. aunque inmediato á la misma, hay un pozo de buenas aguas, de que se provee el vecindario para beber y demas usos domésticos; y sobre un cerrito cortado que la domina, un cast. llamado de Villalba del cual solo se conserva un torreón y algunos vestigios de obras esteriores. Confina el térm. con los del Villar, Torremocha, Torrecilla, Cuevas-labradas, la Olmeda y Ablanque; dentro de él se encuentra un corral para cerrar ganado de cerda, las ruinas de un cast. llamado Gazafatem, varias fuentes y dos ermitas la una (San Antonio de Padua) de construccion moderna y buen gusto, y la otra (Ntra. Sra. del Montesino) cuya titular, refiere la tradicion haberse aparecido en tiempo de los moros; hay una casa para el ermitaño de este santuario, al que concurren los vec. tres veces al año en rogativa, y el dia 8 de setiembre en el que se celebra la fiesta de la Virgen: el terreno es quebrado y frio, comprende buenos y abundantes bosques de pinos y sabinas, y una deh. que llaman la Majada; le fertiliza en parte el rio Arandilla y otro arroyuelo sin nombre; se hallan en cultivo 300 fan. de primera calidad, 600 de segunda, 440 de tercera y unas 60 de huertos. caminos: los locales, de herradura y muy ásperos por la escabrosidad del terreno: pasa también por el pueblo, otro de la misma clase que dirige desde Molina á Cifuentes y Guadalajara. correo: se recibe y despacha en la estafeta de Molina por un cartero que lo conduce á diferentes pueblos. prod.: trigo puro, comun, cebada, avena, garbanzos, guisantes, guijas, patatas, cáñamo, yerbas de pasto, maderas de construccion y carboneo, y en algunos puntos se encuentran criaderos de hierro, de los cuales se empezaron á beneficiar algunos, pero habiendo resultado que la mena era demasiado fuerte y no unía bien el hierro con el de otros puntos, se abandonó la esplotacion: cria ganado lanar, vacuno, mular, asnal y de cerda, y como unas 500 colmenas, que darán al ano 100 enjambres, 60 a. de miel y 12 de cera. ind.: la agrícola, 2 molinos harineros impulsados el uno por el Arandilla y el otro por el arroyuelo sin nombre, 2 ferrerias, la una propia del conde de Salvatierra y la otra de la casa de Pelegrin; ambas fueron incendiadas en 6 de abril de 1840 por las tropas carlistas al mando de Balmaseda, pero se han vuelto á reedificar, y sus prod. anuales se calculan en unas 18 á 20,000 a. de hierro; muchos vec. se dedican al corte de leñas y carboneo, y otros á las artes mecánicas y oficios mas indispensables. comercio: esportacion de frutos sobrantes y prod. de la ind. é importacion de los art. que faltan. pobl.: 81 vec., 294 alm. cap. prod. 1.885,000 rs. imp.: 106,200. contr.: 5,286. presupuesto municipal: asciende á 800 rs. y se cubre con los rendimientos del monte para carboneo y reparto vecinal.
(Madoz, 1847, p. 494)

## Demografía
Cobeta cuenta con una población de 103 habitantes (INE 2024).
| Gráfica de evolución demográfica de Cobeta entre 1842 y 2021                                                        |
| |
| Población de derecho según los censos de población del INE Población de hecho según los censos de población del INE |

| 1991 |  | 1996 |  | 2001 |  | 2004 |  | 2013 |  | 2015 |  | 2022 |
| ---- |  | ---- |  | ---- |  | ---- |  | ---- |  | ---- |  | ---- |
| 154  |  | 129  |  | 101  |  | 108  |  | 119  |  | 121  |  | 108  |